# Lebanon Hanover
Lebanon Hanover ist eine 2010 gegründete Dark-Wave-Band.

## Geschichte
Die Schweizerin Larissa Georgiou alias Larissa Iceglass und der Brite William Morris alias William Maybelline gründeten Lebanon Hanover 2010, nachdem sie sich in Maybellines Heimatort Sunderland kennengelernt hatten. Iceglass verbrachte dort ursprünglich ihren Urlaub. Beide schrieben binnen einer Woche mehrere der Titel des Debütalbums The World Is Getting Colder. Bald darauf folgte Maybelline Iceglass nach Berlin, um dort mit ihr weiterhin gemeinsam zu musizieren. Seither alterniert der Standort des Duos zwischen Deutschland und England; unter anderem zogen beide vorübergehend nach Sunderland, um kostenlos in Maybellines Elternhaus unterzukommen.
Hinzukommend brachen beide Musiker ihr jeweiliges Studium – Iceglass studierte ursprünglich Kunst, Maybelline hingegen Design – aus unterschiedlichen Gründen ab. Als einen zentralen Faktor nannte Iceglass den gefühlten Zwang, sich auf dem Kunstmarkt selbst zu vermarkten. Die Verbindung zum Publikum sei über die Musik kongruenter und derweil emotionaler geprägt. Den künstlerischen Aspekt behielten beide jedoch in der Gestaltung ihrer Musikvideos, des Merchandise und des gesamten Look des Bandprojektes bei. Iceglass nannte die Gruppe wiederholt heimat- und orientierungslos, ein Faktum, auf das sich ihr zufolge auch der Bandname, der ihrer Aussage nach einer gleichnamigen amerikanischen Ortschaft entlehnt ist, beziehen lässt.

„Beide Orte haben keine Verbindung miteinander – doch wenn sie eine Verbindung hätten, stellen wir uns einen schönen Ort vor. Einfach eine neue Welt aufzubauen mit denselben Namen ist eine schöne Idee, denn wir sind sehr orientierungslos in dieser Welt und wissen nicht, wo wir hingehören.“

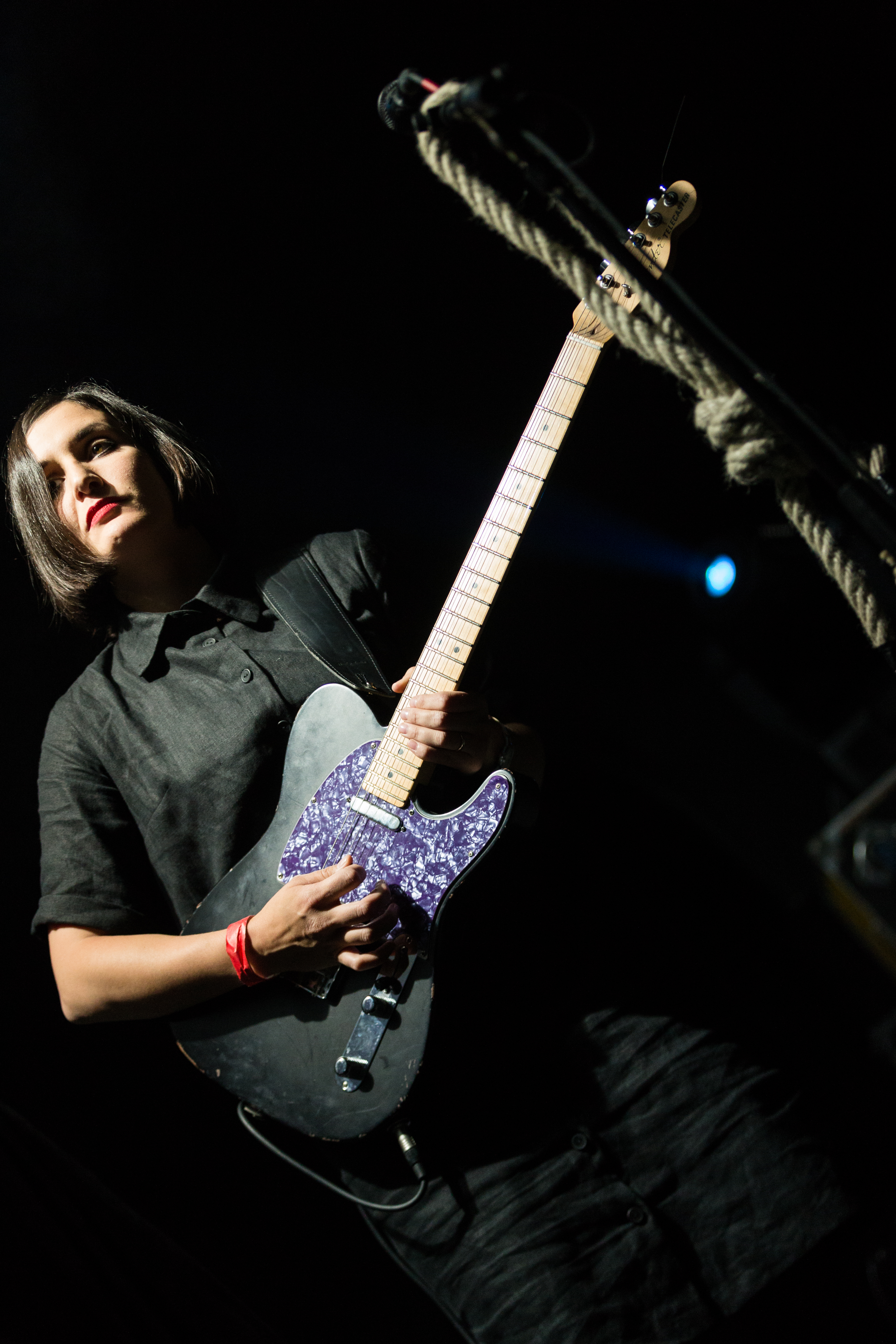
Larissa Georgiou

Als Debüt erschien 2011 die Split-MC Lebanon Hanover / La Fete Triste über aufnahme + wiedergabe. Lebanon Hanover steuerten vier Lieder bei. Darunter auch das auf dem späteren eigentlichen Debütalbum enthaltene Totally Tot, zu welchem auch ein selbst produziertes Musikvideo erschien. Mit dem 2012 über Fabrika Records erschienenem ersten Album The World Is Getting Colder erregte das Duo erstmals Aufmerksamkeit. So nannte das britische Musikmagazin Terrorizer Lebanon Hanover „the best UK band you didn’t know existed“. In der Zwischenzeit begann das Duo mit internationalen Auftritten, die die Band unter anderem zu Tourneen durch Spanien 2013, durch die USA 2014, durch Italien 2015, und durch Russland und Europa 2016 führten.
Unterdessen veröffentlichte das Duo noch im Jahr 2012 das zweite, erneut positiv rezipierte Studioalbum Why Not Just be Solo. Darauf folgend veröffentlichte die Gruppe 2013 die Single Gallowdance und das dritte Studioalbum Tomb for Two, welches ebenfalls positiv aufgenommen wurde. Die Webseite Peek-A-Boo-Magazine verglich das Album mit The Danse Society, The Chameleons sowie Joy Division und nannte es „eines der Highlights des Jahres, wenn nicht gar DAS Highlight.“
Zu den Arbeiten am vierten Album nahmen Iceglass und Maybelline erstmals ein professionelles Tonstudio in Anspruch. Zuvor waren die Aufnahmen in einem eigenen Heimstudio entstanden. Besides The Abyss wurde in Griechenland von dem erfahrenen Post-Punk- und New-Wave-Produzenten Chris Manolitsis aufgenommen. Trotz der veränderten Aufnahmebedingungen blieb das Klangbild des Duos gleich. Erneut wurde der Musik eine hohe Qualität attestiert.

## Stil

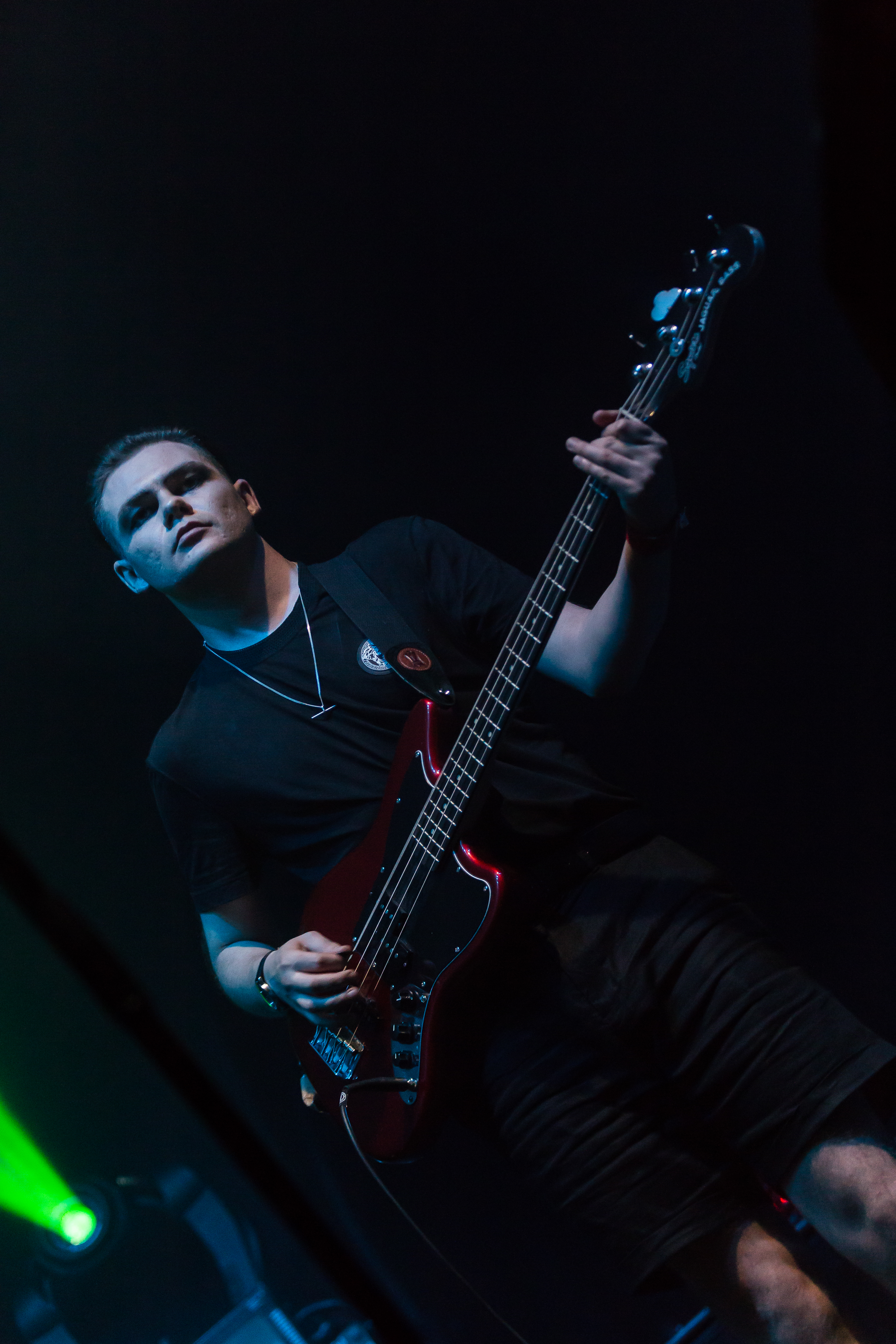
William Maybelline

Die Musik von Lebanon Hanover wird gemeinhin dem Dark Wave zugeordnet. Sie gilt als minimalistisch und von der Post-Punk-Musik der 1980er Jahre inspiriert. So zeichne eine „kühle Ästhetik, [sowie eine] leichte Schräglage bei Vocals und Gitarrenspiel“ die Musik aus. Der Klang der Produktion sei gewollt einfach gehalten und mache „in Verbindung mit der zarten Stimme von Larissa Iceglass unterstützt von den leichten Synthie-Sounds, dem tiefen Bass und den eleganten Gitarrenparts“ den Charme der Musik aus. Die Verbindung des einfach programmierten Rhythmus, des tiefen Bassspiels und der entrückten Wirkung der Gitarre und des Gesangs wird derweil von unterschiedlichen Rezensenten hervorgehoben.
Iceglass erklärt die Kombination als Ergebnis der Zusammenarbeit. Maybelline ist für Rhythmus, Synthesizer und Bassspiel verantwortlich, welche der Musik ein geordnetes Grundgerüst bieten, während sie eher chaotische Fragmente beisteuert. Als gemeinsame konzeptionelle Idee bezeichnet sie lediglich die einfache Produktion, die auf dem Wunsch beruht einen möglichst organischen Klang zu generieren.

## Diskografie
- 2011: Lebanon Hanover / La Fete Triste (Split-EP mit La Fete Triste, aufnahme + wiedergabe)
- 2012: The World Is Getting Colder (Album, Fabrika Records)
- 2012: Why Not Just Be Solo (Album, Fabrika Records)
- 2013: Gallowdance (Single, aufnahme + wiedergabe)
- 2013: Tomb for Two (Album, Fabrika Records / Dead Scarlet Records / Mecanica Records)
- 2015: Besides the Abyss (Album, Fabrika Records)
- 2016: Babes of the 80s (Single, Fabrika Records)
- 2017: Lebanon Hanover Anthology (Kompilation-EP, GAG TAPE)
- 2018: Let Them Be Alien (Album, Fabrika Records)
- 2020: Sci-Fi Sky (Album, Fabrika Records)
- 2023: Better Than Going Under (Single, Fabrika Records)
- 2025: Asylum Lullabies (Album, Fabrika Records)